# Коррентис
Коррентис (порт. Correntes)  —  муниципалитет в Бразилии, входит в штат Пернамбуку. Составная часть мезорегиона Сельскохозяйственный район штата Пернамбуку. Входит в экономико-статистический  микрорегион Гараньюнс. Население составляет 18 000 человек.
Праздник города —  27 августа. 

## География
Климат местности: тропический.